# Negative Trend
Negative Trend foi uma banda americana de punk rock formada em São Francisco, Califórnia ativa entre 1977 e 1979. Antes de se separarem, a banda lançou um EP auto-intitulado em setembro de 1978. A banda foi retomada em 2008 por DePace, que com uma nova formação passou a tocar mais alguns shows antes de se separarem novamente em 2010.
Logo após o rompimento do Negative Trend, os ex-integrantes começaram uma série de outras bandas punk pelo oeste dos EUA. O primeiro baterista Steve DePace e o baixista Will Shatter foram os membros fundadores da banda de punk rock Flipper, enquanto o guitarrista Craig Gray e o baterista Tim Mooney estavam entre os membros fundadores do Toiling Midgets. Os ex-vocalistas Rozz Rezabek e Rik L Rik se tornaram por si próprios notáveis cantores de punk rock.

## Ex-integrantes
- Craig Gray – guitarra
- Will Shatter – baixo (morreu aos 31 anos de idade após uma overdose acidental de heroína em 9 de dezembro de 1987)[4]
- Todd Robertson – bateria
- Rozz Rezabek – vocais
- Mikal Waters – vocais
- Steve DePace – bateria
- Rik L Rik – vocais (morreu aos 39 anos devido um câncer no cérebro em 30 de junho de 2000)[5]
- Tim Mooney – bateria
- Jonathan Henrickson – baixo
- Ricky Williams – vocais (morreu de overdose de heroína em 21 de novembro de 1992)
- Paul Casteel – vocais
- Paul Hood – baixo
- Toby Dick – vocais
- Tom Mallon – baixo
- Tony Sales – bateria

## Discografia

### EPs
- Negative Trend (1978, Heavy Manners).[1][2]

### Aparições de compilação de vários artistas
- "I Got Power", and "Mercenaries", on Tooth and Nail (1979, Upsetter).